# Southwark (quartier)
Pour les articles homonymes, voir Southwark.
Southwark (prononcé en anglais : [ˈsʌðək]) est un quartier de Londres dans le district homonyme. Il est situé immédiatement au sud du London Bridge, ainsi que de Southwark Bridge et de Blackfriars Bridge (trois des quatre ponts gérés par les services du lord-maire).

## Histoire
Au Xe siècle, son nom anglo-saxon mentionné dans le Burghal Hidage répertoriant les burhs (cités ou collines fortifiées) était Suthriganaweorc ou Suthringa geweorch, et signifiait « fort des hommes du Surrey » ou « ouvrage défensif du Surrey ». En 1086, dans le Domesday Book, le lieu sera nommé Sudweca, c'est-à-dire « ouvrage défensif sud », car il défendait l'entrée sud de la City, nom formé des termes de vieil anglais, sūth et weorc,.

## Monuments
Outre deux cathédrales (l'une pour le culte anglican, l'autre pour le culte catholique, siège de leurs diocèses respectifs), le quartier abrite aujourd'hui le Théâtre du Globe, restauration de la célèbre salle de théâtre élisabéthain où de nombreuses pièces de William Shakespeare furent créées. Dans le quartier aussi, se trouve une église dédiée à saint Georges (St George the Martyr) qui est associée au roman La Petite Dorrit de Charles Dickens. Nous pouvons aussi remarquer le gratte-ciel The Shard, qui domine le fleuve de la Tamise, lui-même enjambé par le Tower Bridge.

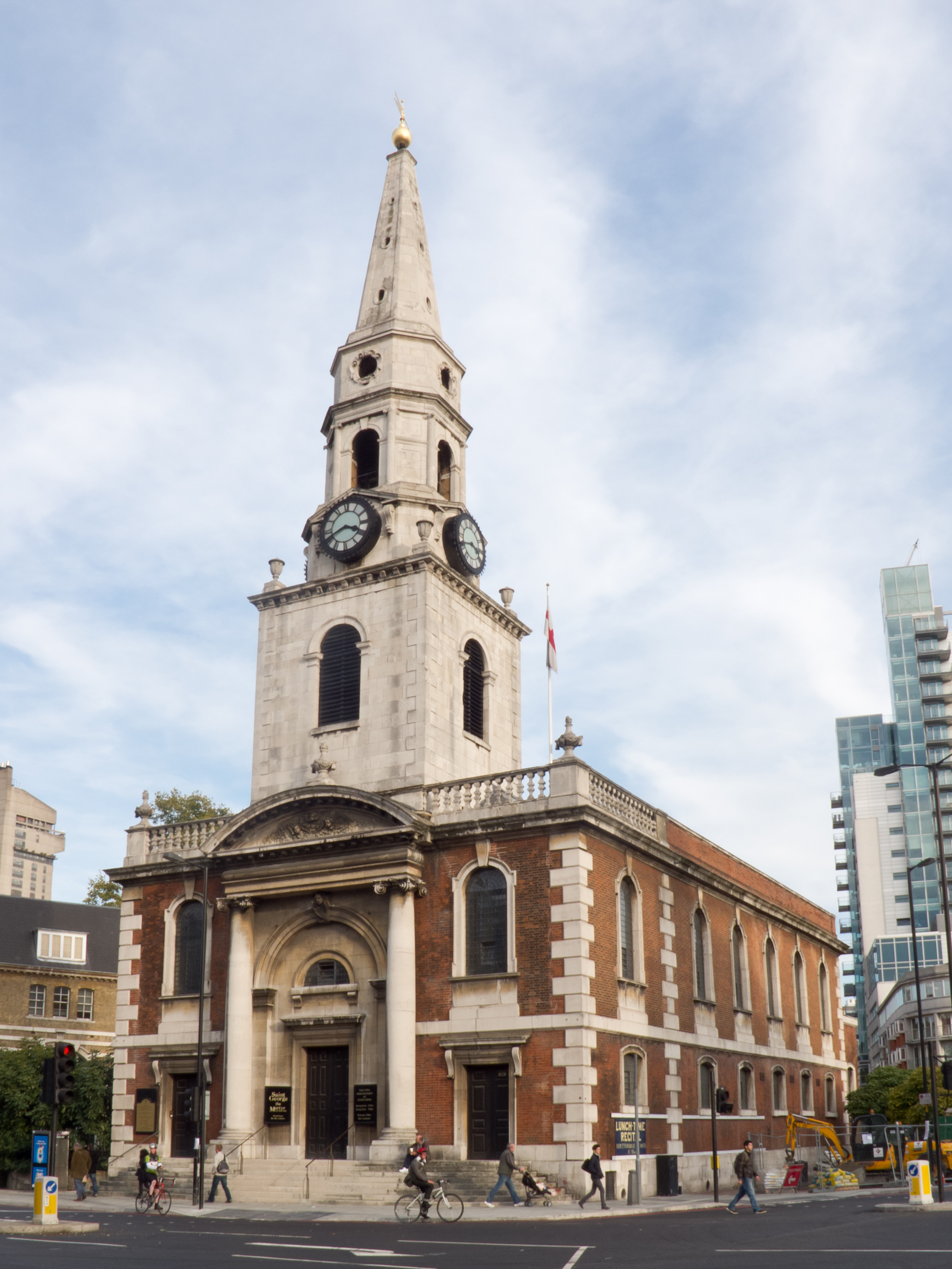
L'église St George the Martyr de Southwark

Dans la cathédrale anglicane, il y a un mémorial dédié à la mémoire des victimes d'un désastre survenu sur la Tamise près de Cannon Street Railway Bridge en août 1989, quand le bateau de plaisance Marchioness a sombré après une collision avec le drague Bowbelle.